# Ерік Дурм
Ерік Дурм (нім. Erik Durm, нар. 12 травня 1992, Пірмазенс) — німецький футболіст, захисник «Кайзерслаутерна».
Володар Суперкубка Німеччини.

## Клубна кар'єра
Народився 12 травня 1992 року в місті Пірмазенс. Вихованець юнацьких команд футбольних клубів «Рішвайлер», «Саарбрюкен» та "Майнц 05.
У дорослому футболі дебютував 2010 року виступами за команду дублерів «Майнца», в якій провів два сезони, взявши участь у 33 матчах чемпіонату. У складі другої команди «Майнца» був одним з головних бомбардирів команди, маючи середню результативність на рівні 0,39 голу за гру першості.
Своєю грою за цю команду привернув увагу представників тренерського штабу дортмундської «Боруссії», до складу якої приєднався 2012 року. Наступний сезон своєї ігрової кар'єри провів у складі другої команди клубу, а з 2013 року почав потрапляти до заявки головної команди дортмундців.
13 липня 2018 року перейшов до складу англійського «Гаддерсфілд Таун».
Провівши у складі «тер'єрів» один сезон, 3 липня 2019 підписав 4-річний контракт з «Айнтрахтом».

## Виступи за збірні
2011 року дебютував у складі юнацької збірної Німеччини, взяв участь у 2 іграх на юнацькому рівні, відзначившись 2 забитими голами.
Протягом 2011—2013 років залучався до складу молодіжної збірної Німеччини. На молодіжному рівні зіграв у 4 офіційних матчах.
1 червня 2014 року дебютував в офіційних матчах у складі національної збірної Німеччини, вийшовши в «основі» команди у товариській грі проти збірної Камеруну. А вже наступного дня був названий серед 23 гравців, що потрапили до заявки німецької збірної для участі у фінальній частині чемпіонату світу 2014 у Бразилії.
| Дата       | Місто         | Господарі | Результат | Гості     | Турнір            | Голи | Примітки |
| ---------- | ------------- | --------- | --------- | --------- | ----------------- | ---- | -------- |
| 1-6-2014   | Менхенгладбах | Німеччина | 2 – 2     | Камерун   | товариський матч  | -    | 85'      |
| 3-9-2014   | Дюссельдорф   | Німеччина | 2 – 4     | Аргентина | товариський матч  | -    |          |
| 7-9-2014   | Дортмунд      | Німеччина | 2 – 1     | Шотландія | Відбір до ЧЄ 2016 | -    | 72'      |
| 11-10-2014 | Варшава       | Польща    | 2 – 0     | Німеччина | Відбір до ЧЄ 2016 | -    |          |
| 14-10-2014 | Гельзенкірхен | Німеччина | 1 – 1     | Ірландія  | Відбір до ЧЄ 2016 | -    |          |
| 14-11-2014 | Нюрнберг      | Німеччина | 4 – 0     | Гібралтар | Відбір до ЧЄ 2016 | -    | 72'      |
| 18-11-2014 | Віго          | Іспанія   | 0 – 1     | Німеччина | товариський матч  | -    |          |
| Усього     |               | Матчів    | 7         |           | Голів             | 0    |          |

## Титули і досягнення
- Чемпіон світу (1):

Німеччина: 2014
- Володар Суперкубка Німеччини (2):

«Боруссія» (Дортмунд): 2013, 2014
- Володар Кубка Німеччини (1):

«Боруссія» (Дортмунд): 2016-17
- Володар Ліги Європи УЄФА (1):

«Айнтрахт»: 2021-22